# École nationale de la statistique et de l'administration économique
La École nationale de la statistique et de l'administration économique (ENSAE ParisTech, Scuola nazionale per la statistica e l'amministrazione economica) è un'università francese, grande école d'Ingegneria, e parte dell'Institut polytechnique de Paris. Istituita nel 1942, è situata a Malakoff, nel polo scientifico Paris-Saclay.

## Didattica
Si possono raggiungere i seguenti diplomi: 
- ingénieur ENSAE ParisTech (ENSAE ParisTech Graduate ingegnere Master)
- laurea specialistica, master specializzati (mastère spécialisé)

## Centri di ricerca
La ricerca alla ENSAE ParisTech è organizzata attorno a 6 poli tematici :
- Economia
- Finanza e assicurazioni
- Macroeconomia
- Microeconomia
- Sociologia
- Statistica